# Municipio de Pleasanton
El municipio de Pleasanton (en inglés: Pleasanton Township) es un municipio ubicado en el condado de Manistee en el estado estadounidense de Míchigan. En el año 2010 tenía una población de 818 habitantes y una densidad poblacional de 8,91 personas por km².

## Geografía
El municipio de Pleasanton se encuentra ubicado en las coordenadas 44°28′1″N 86°7′50″O / 44.46694, -86.13056. Según la Oficina del Censo de los Estados Unidos, el municipio tiene una superficie total de 91.81 km², de la cual 86,89 km² corresponden a tierra firme y (5,36 %) 4,92 km² es agua.

## Demografía
Según el censo de 2010, había 818 personas residiendo en el municipio de Pleasanton. La densidad de población era de 8,91 hab./km². De los 818 habitantes, el municipio de Pleasanton estaba compuesto por el 98,41 % blancos, el 0,37 % eran amerindios, el 0,12 % eran asiáticos, el 0,12 % eran de otras razas y el 0,98 % eran de una mezcla de razas. Del total de la población el 1,1 % eran hispanos o latinos de cualquier raza.